# Distrikt San Antonio (Cañete)
Der Distrikt San Antonio liegt in der Provinz Cañete in der Region Lima im zentralen Westen Perus. Der Distrikt wurde am 27. Dezember 1922 gegründet. Er hat eine Fläche von 37,31 km². Beim Zensus 2017 lebten 4343 Einwohner im Distrikt. Im Jahr 1993 betrug die Einwohnerzahl 2811, im Jahr 2007 3640. Verwaltungssitz ist die nahe der Flussmündung des Río Mala auf einer Höhe von 36 m gelegene Kleinstadt San Antonio mit 3683 Einwohnern (Stand 2017).

## Geographische Lage
Der Distrikt San Antonio befindet sich an der Pazifikküste im Norden der Provinz Cañete. Der Distrikt wird im Süden und Südosten vom Río Mala begrenzt. Der Distrikt hat eine Küstenlinie von knapp 16 km. Er reicht knapp 4 km ins Landesinnere. Die Nationalstraße 1S (Panamericana) durchquert den Distrikt. Der Distrikt besteht hauptsächlich aus arider wüstenhafter Landschaft. Es gibt mehrere Badestrände sowie das Feuchtgebiet Zona reservada Humedales de Puerto Viejo. Am Ufer des Río Mala wird bewässerte Landwirtschaft betrieben.
Der Distrikt San Antonio grenzt im Nordwesten an den Distrikt Chilca, im Nordosten an den Distrikt Santa Cruz de Flores sowie im Südosten, auf der gegenüberliegenden Uferseite des Río Mala an den Distrikt Mala.